# Анхель Сандовал (провінція)
Анхель Сандовал — одна з п'ятнадцяти провінцій болівійського департаменту Санта-Крус, розташована у східній частині департаменту.

## Розташування
Провінція Анхель Сандовал розташована між 16° 16' та 18° 00' південної широти та між 57° 37' та 59° 30' західної довготи. Простягається на 100—180 км із заходу на схід та 210 км із півночі на південь.
Лежить на Болівійській низовині та межує з Бразилією на сході й півночі, з провінцією Хосе Мігель де Веласко на північному заході, провінцією Чикітос на південному заході та провінцією Ерман Буш на південному сході.

## Населення
Населення провінції Анхель Сандовал від 1992 до 2010 року зросло приблизно на 40 %:
- 1992: 10 695 жителів (перепис)
- 2001: 13 073 жителі (перепис)
- 2005: 14 135 жителів (оцінка)
- 2010: 14 719 жителів (оцінка)

46,1 % населення віком до 15 років (1992).
Рівень грамотності в провінції зріс від 84,4 % (1992) до 89,3 % (2001).
98,4 % населення розмовляють іспанською, 2,1 % — кечуа, 1,5 % — аймарською та 1,2 % — іншими мовами корінних народів (1992).
94,1 % населення — католики, 5,3 % — протестанти (1992).

## Поділ
Провінція складається лише з одного муніципалітету — Сан-Матіас. Він збігається з провінцією Анхель Сандовал. Провінція також поділяється на чотири кантони:
- Кантон Ла-Гайба
- Кантон Лас-Петас
- Кантон Сан-Матіас
- Кантон Санто-Корасон[es]

## Цікаві місця
- Природна зона комплексного управління Сан-Матіас[en]